# Кермен-Бурун
Кермен-Бурун (тюрк. «Фортеця на скелі») — старовинне поселення середини II — 1-ї половини III ст. н. е., виявлене за 800 м на захід від селища Фронтове (до 1945 р. — Отаркой) Севастопольської міськради на лівому березі річки Бельбек у листопаді 2016 р. під час «планової розвідки» місць прокладання "федеральної траси «Таврида». Пам'ятка розташована на північно-східному схилі Мекензієвих гір, на вершині, схилах і біля підніжжя узвишшя, позначеного на верствовій мапі 1890 р. висотою 86,4, а на сучасних мапах масштабу 1:10000 — 188,3 та 172,7 м. Висота узвишшя над навколишніми балками — близько 44 м. Відкрита розкопками площа поселення становить близько 15 га, загальна площа обчислюється приблизно у 20 га.
Достеменна назва поселення невідома. Назву «Кермен-Бурун» було реконструйовано за спогадами археолога М. І. Рєпнікова: «На шляху з поселення до Черкес-Кермену — гора Кермен-Бурун. На верхівці її сліди укріплення, біля підніжжя — давнє поселення: ями, рештки кладок». Рєпніков, у свою чергу, посилався на картотеку історика Арсенія Маркевича «Матеріали до археологічної мапи Криму». Письмові джерела містили вкрай мало інформації про це місце.

## Історія
Поселення Кермен-Бурун належить до «варварських» пізньоскіфських укріплених поселень, що припинили своє існування у ІІІ ст. н. е. Перші сліди перебування скіфів у Криму датуються VII ст. до н. е. Частина родів цієї племінної спілки кочувала у степовій частині півострова, однак багато хто осідав і будував поселення вздовж річок та в передгір'ях південно-західного Криму. Найбільшого розквіту скіфська держава на півострові досягла за царя Скилура (II ст. до н. е.). В той час скіфи успішно воювали з Херсонесом, Боспорським царством і таврами. Скіфи мешкали в Криму приблизно до III ст. н. е., після чого їхнє царство розпалося від атак спочатку аланів, а потім готів. Рештки скіфського населення намагалися знайти прихисток у гірських фортецях, однак поступово розчинилися у «плавильному казані народів». Зазвичай укріплення пізньої скіфської доби розташовувалися на узвишшях, високих мисах, берегах річок або балок. Їхня конфігурація цілком підлягала рельєфові місцевості. Одна або дві лінії оборонних мурів будувалися з підлогового боку, захищаючи легкі підходи до городищ. Селища зазвичай розташовувалися на відкритих незахищених місцях, прилеглих до укріплень. Однак відомі й самостійні селища, не пов'язані з городищами чи сховищами.

## Особливості структури
Характер облаштування оборонної системи фортеці Кермен-Бурун (розміщення, техніка будівництва, матеріал кладки) є типовим для пізньоскіфських укріплень перших століть н. е.; поселення може бути зараховане до городищ контурного (острівного) типу. На дослідженій площі верхнього плато скелястого узвишшя були виявлені три оборонні мури. Реконструйована довжина мурів північного флангу за давніх часів становив не менш ніж 31 м, східного (разом з отвором брами) — 44 м, південного — 13 (збережена) і 27 м за скельним виходом. Периметр оборонних мурів був відкритий за трьома частинами світу — північною, південною та східною, де розташовувався вхід до фортеці, і за давнини в межах дослідженої площі склав 115 м. Подібним городищам притаманні тонкий культурний шар без житлових будівель в укріпленій частині та прилеглі до неї селища, в яких зосереджувалося життя. Збереглися підвалини двофасних мурів, складені з рваного дикарного каменю з забутуванням. Простежуються сліди неодноразових перебудов чи ремонту мурів. Із зовнішнього східного боку був зачищений широкий за площею розвал мурів униз схилом, а також залишки стовпових конструкцій. Всередині периметру оборонних мурів був розчищений майданчик, який мав значний ухил у північно-східному напрямку. Внутрішній простір фортеці практично не містив культурних нашарувань: це може свідчити про те, що фортеця була тимчасовим сховищем і не мала постійного гарнізону, дислокованого всередині оборонних мурів.
Поселення розташовувалося на трьох ярусах: верхній — фортечний, два інші — тераси з будівлями господарського та житлового призначення; житлові сезонні споруди розташовувалися на терасах під мурами укріплення зі сходу та півдня, а територія була поділена на господарські зони. Виявлені поселенські структури підлягали рельєфові ступінчатої гряди, а будівельні комплекси формувалися у взаємозв'язку з укріпленням, розташованим на верхньому плато узвишшя. Мешканці поселення, кількість яких навряд чи перевищувала сотню осіб, мали чітко налагоджений побут і далеко не примітивні для свого часу технології будівництва, підпорядковувалися системі законів і традицій, займалися сільським господарством, городництвом, розводили худобу, висаджували, зберігали та обробляли зерно. Розташовуючи свої садиби на висотах, їхні мешканці прагнули оглядати околиці, зберігаючи таким чином своє існування. Захищаючи свою землю від вторгнень, вони не могли б довго й успішно тримати оборону і, тим більше мати перевагу в бою, тож фортецю вони спорудили виключно для порятунку своїх родин та цінних ресурсів.
Загалом за просторовим розподілом поселенських структур можна припустити, що мешканці використовували верхній майданчик як укріплений пункт; нижче на всіх майданчиках були облаштовані господарські зони та тимчасові помешкання. У підніжжі з півдня була відкрита зміцнена від зсувів ґрунту територія, що обмежувала долину, яка використовувалася для вирощування сільськогосподарських культур та випасу худоби. Слідів цілеспрямованого військового руйнування одношарового спеціалізованого поселення не виявлено: можливо, воно занепало через руйнацію фортеці внаслідок скельних зрушень.

## Дослідження
У квітні-липні 2018 р. «загін Кримської новобудовної археологічної експедиції Інституту археології Російської академії наук» (ІА РАН) під керівництвом наукового співробітника відділу скіфо-сарматської археології ІА РАН Ірини Рукавишникової, порушуючи законодавство України, провів «рятувальні археологічні роботи» на поселенні, що мало робочу назву «Біля стіни 2». Під час незаконних досліджень було встановлено, що поселення, розташоване в сідловині між двома скелястими останцями, становить собою частину більш розлогого комплексу невеликих поселень, основним ядром яких була невелика кам'яна фортеця: її рештки потрапляли до зони незаконного будівництва траси «Таврида», тож були розчищені в повному обсязі. Обгороджена мурами цитадель зі сховищами та колодязями всередині слугувала для захисту мешканців невеликих селищ, прилеглих до неї, в разі ворожих нападів. Уздовж південного схилу всієї гряди пролягала кам'яна стіна нерегулярної кладки, яка могла стосуватися до межових конструкцій нових часів.
Під час розкопок на Кермен-Буруні були знайдені численні зразки кераміки (фрагменти амфор, піфосів, кухонного начиння), знаряддя праці та побуту (зокрема, сільськогосподарський інвентар), прикраси (скромні провінційні, виготовлені з міді та скла, а також амулети у вигляді бронзових наконечників стріл) монети (переважно херсонеського карбування кінця I—II ст. н. е.). Вирізняється численний амфорний комплекс, червонолакова кераміка переважно понтійського виробництва. Характер матеріалу, знайденого всередині та за межами поселення, відповідає «варварській» культурі римського часу, яка виявляється у речовому комплексі пам'яток пізньоскіфської культури. Весь матеріальний комплекс був синхронним і датується в рамках кінця І — середини ІІІ ст. н. е.; одиничні знахідки, виявлені поза комплексом, датуються від епохи бронзи до новітніх часів.
У північно-східній частині внутрішнього простору були розчищені дві напівземлянки з численними ямами-підставками для зберігання посудин. На території внутрішнього периметру укріплення були знайдені два дитячі поховання (одне з них — в амфорі). На розвалах мурів і безпосередньо під шаром дерну були виявлені фрагменти ранньосередньовічних посудин, які дають можливість припускати, що зруйноване укріплення в подальші часи використовувалось як прихисток для пастухів.
На другій терасі під розкатом муру зі східного боку було відкрито низку комплексів різного цільового призначення: вочевидь, це були заглиблені тимчасові житлові споруди зі стовповими конструкціями, при яких були знайдені господарські ями та вогнища. На цьому майданчику зафіксовані численні скельні розлами, заповнені культурним шаром, який містив кераміку та кістки тварин. Можливо, зрушення скельної основи терас відбувалися в процесі функціонування поселень. На краю тераси у скельних заглибленнях були здійснені поховання дітей в амфорах.
У підніжжі пагорба під фортецею з південного боку були виявлені житлово-господарські комплекси у вигляді господарських ям і стовпових конструкцій накриттів. Зсувні процеси та сезонні змиви суглинків запобігалися будівництвом кам'яних підпорних стін, виявлених у вигині схилу.
Розглядалася можливість графічної реконструкції зовнішнього вигляду будівель Кермен-Буруна та створення детальних схем садиб і повну 3D-модель поселення.